# Belgrano (película)
Belgrano (o Belgrano. La película) es un largometraje argentino del género biopic, basado en la vida del prócer argentino Manuel Belgrano. Protagonizado por Pablo Rago, Valeria Bertuccelli y Pablo Echarri. Coprotagonizado por Guillermo Pfening, Mariano Torre, Pablo Ribba, Paula Reca. También, contó con las actuaciones especiales de Mario Alarcón y Alejandro Botto. Fue producido y realizado en 2010 dentro del contexto del Bicentenario de Argentina, lo que elevó el interés público por la Revolución de Mayo y la Guerra de la Independencia de la Argentina.
Esta película dirigida por Sebastián Pivotto, está producida y supervisada por el laureado Juan José Campanella, cuya película El secreto de sus ojos ganó un Oscar en 2010. Pablo Rago, uno de los actores de la película anterior, tiene en Belgrano el rol principal, para esto se fue de la serie de televisión Botineras antes de su final, con el objetivo de participar en esta película.
Algunas de las primeras escenas de la película fueron filmadas en las proximidades de Quilmes y la casona de José María Ramos Mejía en la localidad de Tapiales en la Provincia de Buenos Aires, en representación de la famosa escena en la Posta de Yatasto, donde Manuel Belgrano traspasó el mando del Ejército del Norte a José de San Martín, interpretado por Pablo Echarri, otras escenas (en especial, las que representan a la Batalla de Tucumán) han sido rodadas en Tafí del Valle y zonas rurales de la Provincia de Tucumán.
Valeria Bertuccelli jugó el rol de María Josefa Ezcurra una de las amantes de Belgrano y cuñada de Juan Manuel de Rosas. Se destacan Paula Reca interpretando a otra de las más conocidas amantes de Belgrano, la entonces señorita María Dolores Helguero. Otras participaciones importantes corresponden a Guillermo Pfening (Dr. Terranova), Mariano Torre, haciendo las veces de Gregorio Aráoz de Lamadrid), Pablo Ribba (quien interpreta a Manuel Dorrego) y Mario Alarcón.
Los guionistas Juan Pablo Domenech y Marcelo Camaño, asesorados por el historiador Javier Trimboli, así como el director Sebastián Pivotto y el productor-supervisor Juan José Campanella declararon que tenían la intención de proporcionar un mundo más humano, menos idealizado ("fuera del bronce") de la vida de Belgrano. 
Había sido planteada como un telefilm que se emitiría por capítulos si bien pronto el proyecto se transformó en un largometraje de 1 hora con 20 minutos.

## Datos técnicos
Es la primera película realizada y emitida en color de Alta definición (o HD) en Argentina, las cámaras son del tipo Red One Camera, el proceso cinematográfico es del tipo Digital Intermediate; la relación de aspecto es de 1,85 en HD o sino de 2,35. La primera emisión por Tv fue dada por Canal 7. La televisión pública el 20 de junio de 2011 y se hizo con sistema Closed Caption (un subtitulado oculto que permite a las personas con discapacidad auditiva o con dificultades para percibir el audio, comprender los diálogos del filme) y de autodescripción (basado en descripciones sonoras complementarias de paisajes, vestuario, gestos etc. para personas invidentes).

## Principales características
Esta película se estrenó el 27 de noviembre de 2010, en un acto público en el Monumento Nacional a la Bandera en la ciudad santafesina de Rosario ciudad en la cual Belgrano hiciera flamear por primera vez la bandera argentina.
Obra exenta de grandilocuencias ni rebuscamientos (por ejemplo la banda sonora y su música son moderadas). Para hacer efectiva la diégesis (discurso cinematográfico), los realizadores han optado por varios recursos, entre ellos se destacan los frecuentes flash backs (por este medio se va desenvolviendo el "diálogo" entre Belgrano moribundo y el Belgrano-alucinación que recuerda los principales momentos de la historia), este ir y venir del tiempo en un ritmo sin cesuras, esta no linealidad del tiempo en este filme puede desconcertar a quien no conozca algo de la vida de Belgrano o de la historia argentina (por ejemplo la decisiva Batalla de Tucumán aparece antes que la creación de la bandera, cuando el orden de tales hechos fue el inverso).
El planteo cinematográfico es sobrio, intimista, con bien logradas actuaciones (ninguna sobreactuación), en interiores o con breves escenas en exteriores. Muchos primeros planos y fundidos (como corresponde a los delirios y rememoraciones de una agonía), el final es neto: Belgrano está solo, en su cuarto pobre y oscuro, la toma se resuelve en un plano general en la cual se ve de costado y yacente el cuerpo del prócer y se le escucha como última frase la exclamación ya citada: ¡Viva la Patria!.

## Argumento
El filme se centra en los últimos años de vida del creador de la bandera argentina. En 1810, Belgrano cree que es posible reemplazar la autoridad real –la de Fernando VII, prisionero de las tropas napoleónicas– por la de una comunidad de hombres virtuosos que, identificados con la Patria, interpreten con fluidez al Pueblo. Esta convicción guía la práctica política y militar de Belgrano, que lo muestra animado y confiado. Luego llegarán las batallas ganadas, las derrotas, el desencanto, la indisciplina, y el replanteo permanente de sus fuerzas y de sus aptitudes para continuar con la gesta. Este telefilme cuenta cómo la vida personal de Belgrano quedó rezagada a su vida pública y cómo su virtud patriótica lo obligó a postergar lo privado, sinónimo de pasión individual. Por eso sus amores ocuparon un segundo lugar, recatado, un tanto invisible a los ojos de los demás.
La historia, que transcurre desde 1812 hasta la fecha de la muerte de Belgrano en 1820, se inicia con las imágenes del prócer argentino agonizante en su lecho; allí se plantea el recurso del Belgrano moribundo reflexionando con él mismo en forma de alucinación. ¿Por qué ha arriesgado todo incluso el amor de sus mujeres y -en fin- su fortuna y su vida? Lo ha hecho por un compromiso: el de la libertad y dignidad; por esto ha sido optimista suponiendo una sociedad en la cual la gente proba tenga todos sus derechos, una sociedad en la que se restituyan derechos conculcados. Luego, la realidad le va demostrando que los ideales no son nada fáciles de realizar, máxime si tiene que luchar contra las mezquindades y egoísmos, pese a las amargas reflexiones que van ocurriendo todo concluye -pese a todo- con un ¡Viva la Patria! en el momento final, el de la muerte.

## Reparto
- Pablo Rago como Manuel Belgrano
- Valeria Bertuccelli como María Josefa Ezcurra
- Pablo Echarri como José de San Martín
- Mariano Torre como Gregorio Aráoz de Lamadrid
- Guillermo Pfening como Doctor Terranova
- Paula Reca como María Dolores Helguero
- Pablo Ribba como Manuel Dorrego
- Mario Alarcón como Helguero, padre de María Dolores
- Alejandro Botto como Pío Tristán
- Mariano Pinedo Zabala como Cosme